# Consejo local de cultura

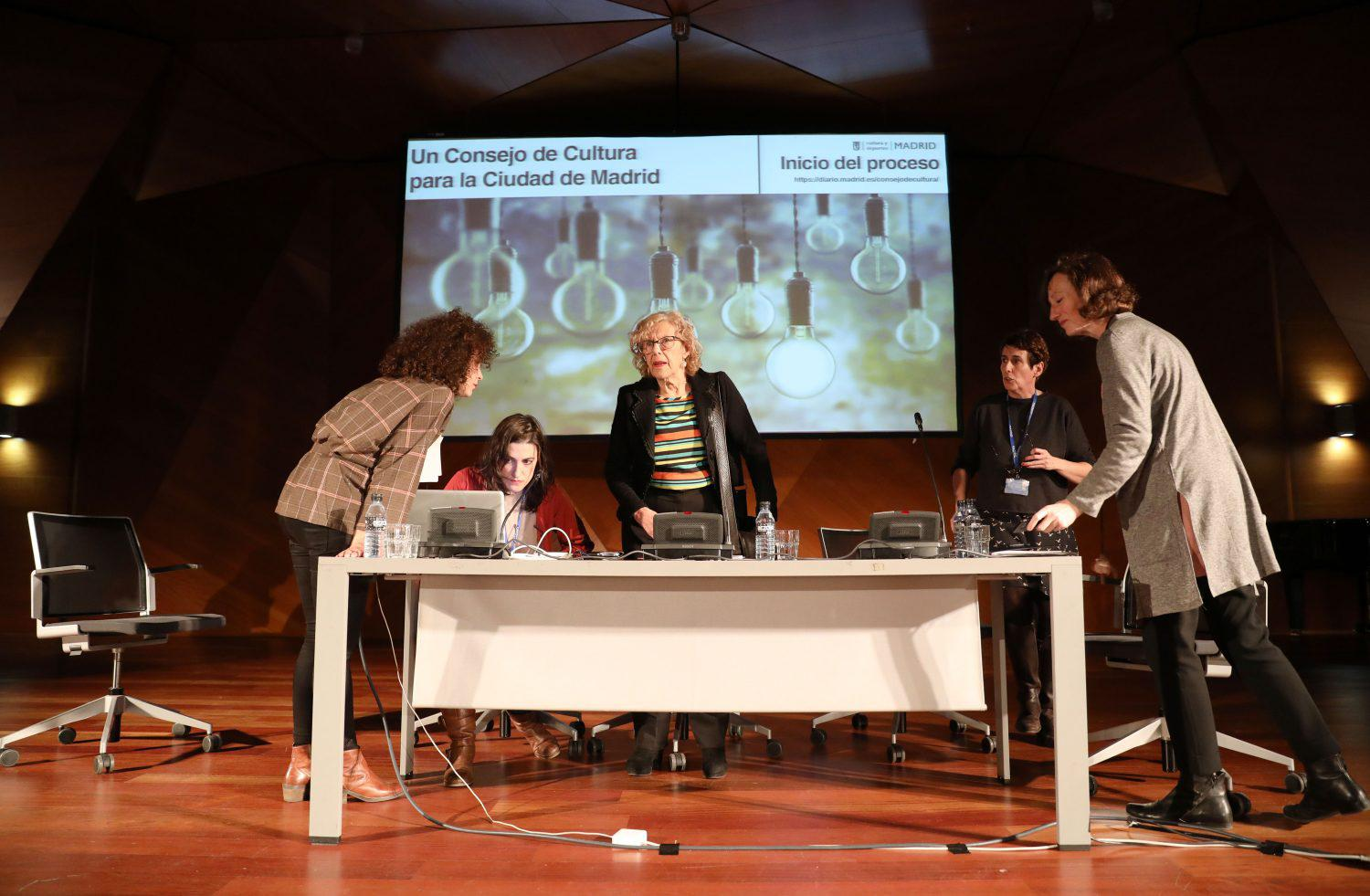
Manuela Carmena y su equipo presentan el Consejo de Cultura de la ciudad de Madrid

El consejo local de cultura es una estructura pública, normalmente municipal, que permite el encuentro y la interacción entre la administración pública y sus ciudadanos y ciudadanas sobre temas culturales.

## Consejos de cultura
Los consejos de cultura son la encarnación más común de una administración relacional para las políticas culturales.
Son ‘lugares de encuentro entre representantes políticos [...], técnicos [...] y civiles’ cuya función principal sería ‘facilitar que se concierten intereses para la acción cultural de las instancias municipales’. Consideraciones fundamentales sobre los consejos de cultura son: ‘su diversidad [...] sectorial (patrimonio, artes, bibliotecas...), su dimensión (agentes grandes o iniciativas pequeñas), su adscripción (pública, privada, asociativa...)’ Un elemento crítico de los consejos de cultura es el poder que estos puedan o no tener con respecto a la gestión ejecutiva de la política cultural de un municipio
Los consejos de cultura suelen considerarse locales, municipales, aunque también los haya a otros niveles. La representatividad y capacidad de influencia de los consejos de cultura son especialmente sensible al tamaño del ámbito donde se dan.

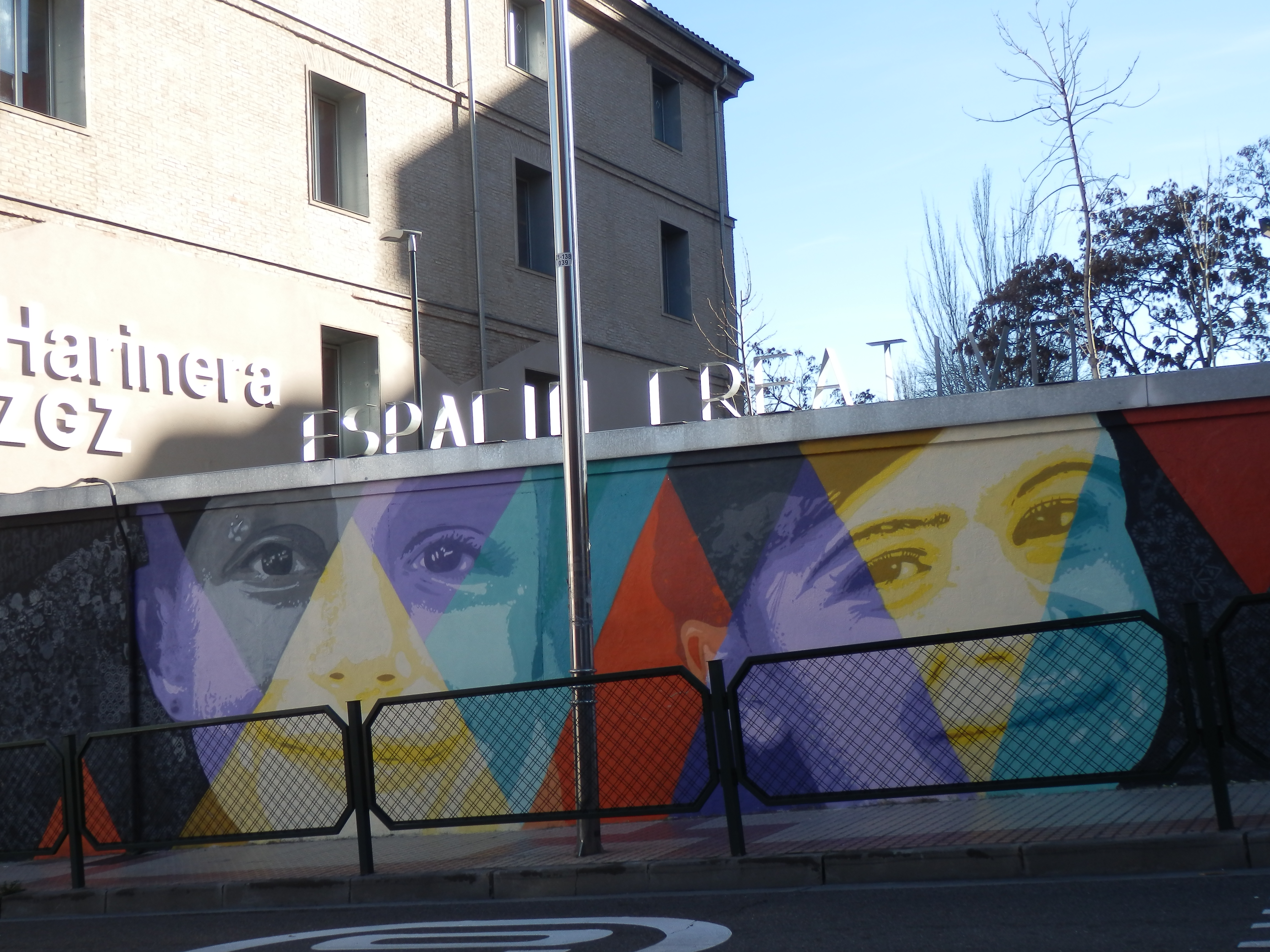
Centro cultural Azucareza ZGZ en Zaragoza

Los consejos de cultura no agotan todas las posibilidades de la administración relacional. Por ejemplo, Harinera ZGZ es un espacio creativo en Zaragoza gestionado entre el ayuntamiento, los vecinos y los agentes culturales a través de tres entes que hacen de proxy entre los diversos colectivos y el proyecto cultural.
El éxito de los consejos de cultura en España es limitado, diversas experiencias se suceden en el tiempo con un impacto y una pervivencia limitadas.

### Agenda 21 de la cultura y consejos de cultura

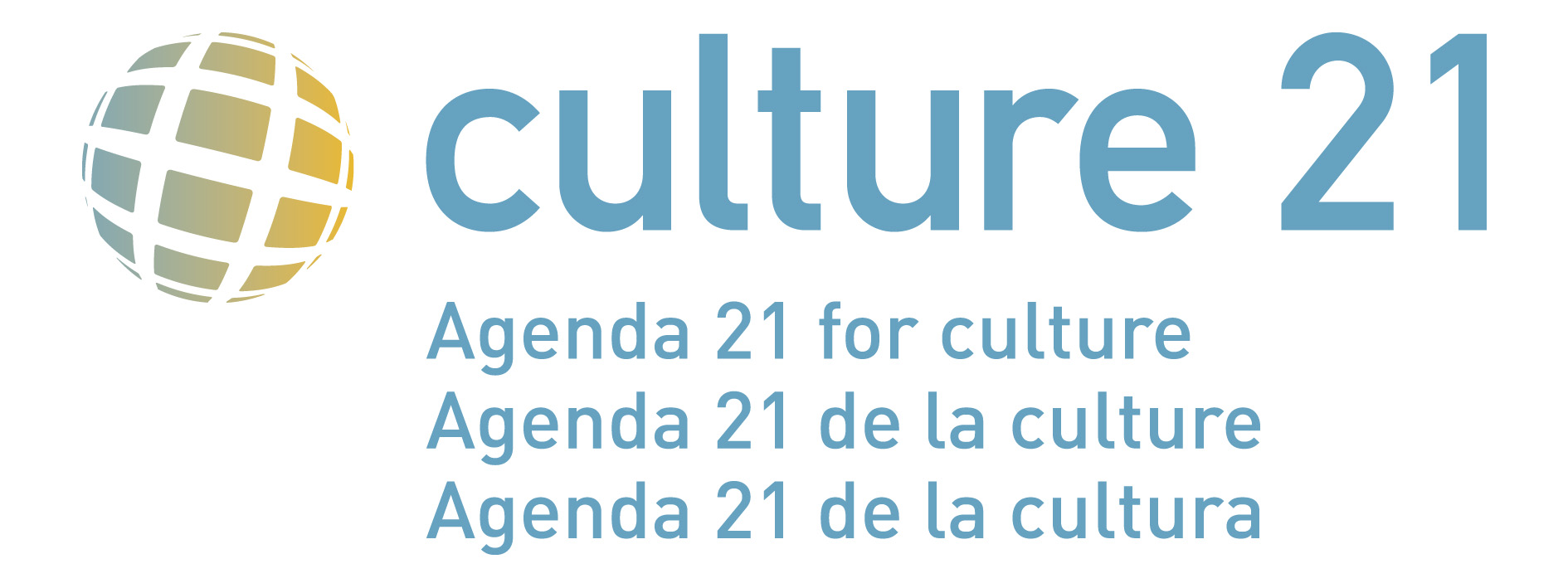
Logotipo oficial de la Agenda 21 de la cultura

La Agenda 21 de la cultura (promovida por la Organización Mundial de Ciudades y Gobiernos Locales Unidos (CGLU)) es ‘la principal declaración relativa a las políticas culturales de las ciudades’. Aprobada en el año 2004, se involucraron más de 750 ciudades a través de la Comisión de Cultura de la CGLU.
La Agenda 21 trata, entre otros temas, de la participación de los ciudadanos en las políticas culturales de sus miembros: ‘El desarrollo cultural se apoya en la multiplicidad de los agentes sociales. Los principios de un buen gobierno incluyen [...] la participación ciudadana en la concepción de las políticas culturales, en los procesos de toma de decisiones’. Esta idea se concreta luego en una obligación en el compromiso de la administración local de ‘implementar los instrumentos apropiados, para garantizar la participación democrática de los ciudadanos en la formulación, el ejercicio y la evaluación de las políticas públicas de cultura’. La Agenda 21 reconoce la co-responsabilidad entre los agentes culturales: ciudadanos, sociedad civil y administración pública; y la importancia de encontrar el equilibro entre los intereses y valores de los diferentes agentes involucrados siempre respetando ‘la iniciativa autónoma de los ciudadanos, individualmente o reunidos en entidades y movimientos sociales, [...] base de la libertad cultural.’
En el 2015, la Cumbre de Cultura de la CGLU adoptó el documento Cultura 21: Acciones. Compromisos sobre el papel de la cultura en las ciudades sostenibles. Este documento especifica una serie de compromisos entre los entes locales y los actores relacionados con ellos. Uno de estos compromisos es sobre la gobernanza de la cultura. Varias acciones de este compromiso implican la participación ciudadana en las políticas culturales como por ejemplo la creación de un consejo local de cultura.